# Crise político-militar na Armênia em 2021
A crise político-militar na Armênia em 2021 teve início  em 25 de fevereiro de 2021 com um memorando emitido pelo alto comando das Forças Armadas da Armênia, liderados pelo Chefe do Estado-Maior General Onik Gasparyan, exigindo a renúncia do gabinete e do primeiro-ministro Nikol Pashinyan. Pashinyan rechaçou a exigência dos militares e acusou Gasparyan e os outros oficiais militares do alto escalão de tentar um golpe militar. O Serviço de Segurança Nacional da Armênia emitiu uma declaração pedindo às pessoas que se abstenham de atos "que possam ameaçar a segurança nacional".
Como resposta a interferência dos militares, o primeiro-ministro decidiu demitir o chefe das Forças Armadas, entretanto o presidente armênio Armen Sarkissian rejeita aferir o decreto de demissão o que provoca um conflito político entre o primeiro-ministro e o presidente.

## Antecedentes
Protestos contra o governo armênio pedindo a demissão do primeiro-ministro Nikol Pashinyan estavam ocorrendo na Armênia desde a derrota do país na Guerra no Alto Carabaque em 2020.
Em 23 de fevereiro de 2021, Pashinyan deu uma entrevista na qual, em resposta às alegações feitas pelo ex-presidente Serzh Sargsyan, lançou dúvidas sobre a eficácia dos mísseis 9K720 Iskander fornecidos pela Rússia, sugerindo que eles foram ineficazes quando usados durante a guerra contra o Azerbaijão. No dia seguinte, o primeiro subchefe do Estado-Maior, General Tiran Khachatryan, deu uma entrevista na qual riu zombeteiramente da afirmação de Pashinyan sobre a eficácia dos mísseis; Khachatryan foi demitido de seu posto horas depois.

## Eventos
Em 25 de fevereiro de 2021, o chefe do Estado-Maior das Forças Armadas da Armênia, Onik Gasparyan, disse em uma declaração assinada por quarenta oficiais de alto escalão, que Pashinyan e o governo, "não são mais capazes de tomar decisões adequadas neste momento fatídico de crise para o povo armênio", acrescentando que sua demanda foi desencadeada pela demissão por Pashinyan do primeiro chefe adjunto do Estado-Maior General Tiran Khachatryan um dia antes.
Pashinyan respondeu à declaração chamando-a de uma tentativa de golpe militar e convocou seus aliados a se reunirem na Praça da República em Yerevan, a capital do país. Enquanto Pashinyan reunia seus partidários na Praça da República, a coalizão da oposição chamada Movimento de Salvação da Pátria realizou uma manifestação paralela na Praça da Liberdade em apoio à declaração dos generais.  Durante seu discurso aos seus apoiadores, Pashinyan novamente sugeriu eleições antecipadas como a solução para a crise política, mas afirmou que apenas renunciaria a pedido do povo armênio.
Manifestantes liderados pelo Movimento de Salvação da Pátria barricaram as ruas ao redor do parlamento durante a noite e montaram tendas para pressionar o governo a se demitir.
Dois dias depois, o presidente armênio, Armen Sarksyan, recusou a ordem do primeiro-ministro Nikol Pashinyan de demitir Onik Gasparyan, dizendo que partes do decreto violavam a constituição. Pashinyan imediatamente se ressentiu da moção do presidente para não demitir Gasparyan. Em 27 de fevereiro, mais de 15.000 protestaram na capital Yerevan pedindo a renúncia de Pashinyan.
Em 1 de março, partidários do primeiro-ministro e a oposição realizaram novamente comícios rivais. Pashinyan acusou Onik Gasparyan de traição e alegou que ele emitiu a declaração exigindo a renúncia do primeiro-ministro por sugestão do ex-presidente Serzh Sargsyan.
Ao mesmo tempo, manifestantes invadem um prédio do governo em Yerevan para exigir a renúncia de Nikol Pashinyan. O líder da segunda maior facção de oposição no parlamento, Edmon Marukyan, sugere um acordo entre o governo e a oposição parlamentar pelo qual o governo iniciaria eleições antecipadas, mas pararia as tentativas de demitir Onik Gasparyan de seu posto.
Em 2 de março, o presidente Armen Sarksyan declarou mais uma vez sua decisão de não assinar a moção para demitir Gasparyan e realizar um recurso separado ao Tribunal Constitucional da Armênia em relação à decisão. No entanto, como não encaminhou a moção ao Tribunal Constitucional para revisão, a demissão de Gasparyan entrou em vigor por força de lei. De acordo com a Constituição Armênia, Gasparyan deve ser dispensado de seu cargo em 4 de março, embora o Estado-Maior tenha anunciado que Gasparyan permanecerá em suas funções por oito dias depois que o presidente efetuar seu recurso ao Tribunal Constitucional. Em 5 de março, Andranik Kocharyan, presidente do comitê do parlamento armênio sobre defesa e segurança, afirmou que as responsabilidades de Gasparyan estavam sendo cumpridas pelo ministro da Defesa, Vagharshak Harutiunyan.
Em 28 de março, o primeiro-ministro Nikol Pashinyan anunciou que renunciaria em abril, afirmando que sua renúncia seria para realizar eleições antecipadas em junho.